# Pachycondyla analis
Pachycondyla analis är en myrart som först beskrevs av Pierre André Latreille 1802.  Pachycondyla analis ingår i släktet Pachycondyla och familjen myror.

## Underarter
Arten delas in i följande underarter:
- P. a. amazon
- P. a. analis
- P. a. crassicornis
- P. a. rapax
- P. a. subpilosa
- P. a. termitivora

## Bildgalleri

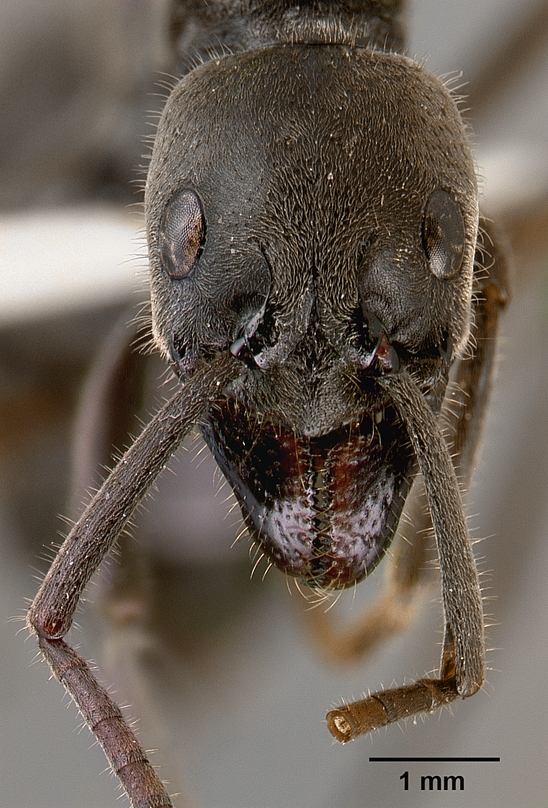